# StreamD
StreamD ist ein Lokalsender und Digitalradio für die Stadt Düsseldorf und deren Ballungsraum. Der offizielle Sendestart war der 1. Mai 2020 nach einer zweimonatigen, öffentlichen Testphase im März und April 2020.
Der Sendebetrieb von StreamD wird gemeinsam von der StreamD GmbH und dem StreamD e.V. gewährleistet.
StreamD ist ein Labor für innovative Radioformate, weil es neben dem Radioprogramm mit dem Verein eine Community- und Lernplattform für lokalen Radiojournalismus darstellt.

## Empfang

### Webradio
StreamD sendet zurzeit ausschließlich als Webradio und ist somit auf den meisten internetfähigen Geräten (z. B. Notebook, PC, Smartphone, Smart Speaker, Smart-TV, Tabletcomputer, WLAN-Radio) mit einem Audioausgang empfangbar. Voraussetzung ist eine ausreichende Datenübertragungsrate und ein aktueller Webbrowser bzw. die eigene App im App Store (Apple) und Play Store (Google) oder die App oder Website eines Onlinedienstes (Aggregator) wie zum Beispiel Laut.fm, Radio.de oder TuneIn als Benutzeroberfläche zum Abspielen und für Programminformationen.
Die zunehmende Relevanz von Online-Radio gegenüber der terrestrischen Übertragung wird belegt durch eine gemeinsame Studie von Landesanstalt für Medien Nordrhein-Westfalen (kurz LfM) und Goldmedia aus dem Jahr 2018, laut der es in Nordrhein-Westfalen bis 2028 einen Marktanteil von bis 47 bis 56 Prozent erreichen könnte.

### DAB+
StreamD hatte von Anfang an das Ziel auch über Digital Audio Broadcasting (DAB+) senden. Im April 2024 wurde nach mehreren Erhebungen des Interesses die Lizenzvergabe ausgeschrieben.
Im Herbst 2024 erhielt StreamD die notwendige Lizenz. Der Sendebetrieb beginnt voraussichtlich im Herbst 2025.

## Programm

### Hauptprogramm
Das Programm von StreamD mit der Musikfarbe Urban Adult Contemporary umfasst neben der Rotation aus den aktuellen Musikcharts, den Deutschen Singlecharts und der Liste der Nummer-eins-Hits in Deutschland auch genrespezifische Playlists und individuelle DJ-Sets. Das Vollprogramm umfasst unter anderem auch interkulturelle Formate in verschiedenen Sprachen wie Englisch, Italienisch, Spanisch und zeitweise Ukrainisch.
In Unterscheidung zu der Durchhörbarkeit des so genannten Dudelfunk gibt es außerdem Ressorts zu unterschiedlichen, lokalen Themen:
- Event
- Kultur
- Live Reportagen
- Nachrichten
- Politik
- Sport
- Verkehr
- Wetter

Auch bestehende Podcasts können ins Programm aufgenommen werden. Umgekehrt werden ausgewählte Beiträge auch als Podcast für den nicht-linearen Konsum vorgehalten.

### StreamD Heimat
Als zweites Programm betreibt StreamD den Sender StreamD Heimat, der sich dem Lokalkolorit, Brauchtum, Karneval, Schlager und spezifischen Inhalten aus Düsseldorf widmet.

## Studio
StreamD betreibt kein konventionelles Funkhaus mit Tonstudios wie die großen, öffentlich-rechtlichen oder privaten Sendeanstalten. Dennoch verfügt StreamD seit September 2024 über Studioräume an der geschichtsträchtigen Graf-Adolf-Straße in Düsseldorf gegenüber der ehemaligen Horten-Filiale. Von 2020 bis 2024 wurden zunächst kleinere Studios in der Park-Kultur unterhalten, einem alternativen Kulturverein (Zwischennutzung eines zum Abriss vorgesehenen Bürogebäudes) auf der Oststraße gegenüber der Brauerei Schumacher.
Für externe Live-Berichterstattung eingesetzte Hardware ähnelt der, die häufig für die Aufzeichnung von Podcasts verwendet wird: Notebooks verschiedener Hersteller, Audiorekorder von Zoom, Mikrofone von Røde und Shure, Superlux Headsets und sogar Smartphones in Kombination mit Lavaliermikrofonen gewährleisten ausreichend professionelle Audioqualität bei geringem Investitionsaufwand. Die Signalübertragung erfolgt über das Mobilfunknetz. Die Miniaturisierung der Elektronik macht für StreamD den Verzicht auf einen kostspieligen Übertragungswagen möglich.
Einige der Content Creatoren senden mithilfe von Remote-Desktop und eigener Tontechnik von Zuhause aus.

## Organisation

### Unternehmen
Die StreamD GmbH wurde am 2. März 2020 (zunächst als UG) gegründet und ist ein Spin-off von MEHR! Radio, dem im Februar 2018 die Rundfunklizenz für DAB+ von der LfM erteilt worden ist. Gesellschafter sind die ID4 GmbH, die MEHR! Radio UG und der StreamD e.V.
Die Marke StreamD wurde am 12. Januar 2020 ins Register des Deutschen Patent- und Markenamtes aufgenommen.
Aufgaben der StreamD GmbH als unternehmerischem Arm von StreamD sind unter anderem geschäftliche Kooperationen, Medienpartnerschaften und die Vermarktung im Bereich der kommerziellen Radiowerbung.

### Verein

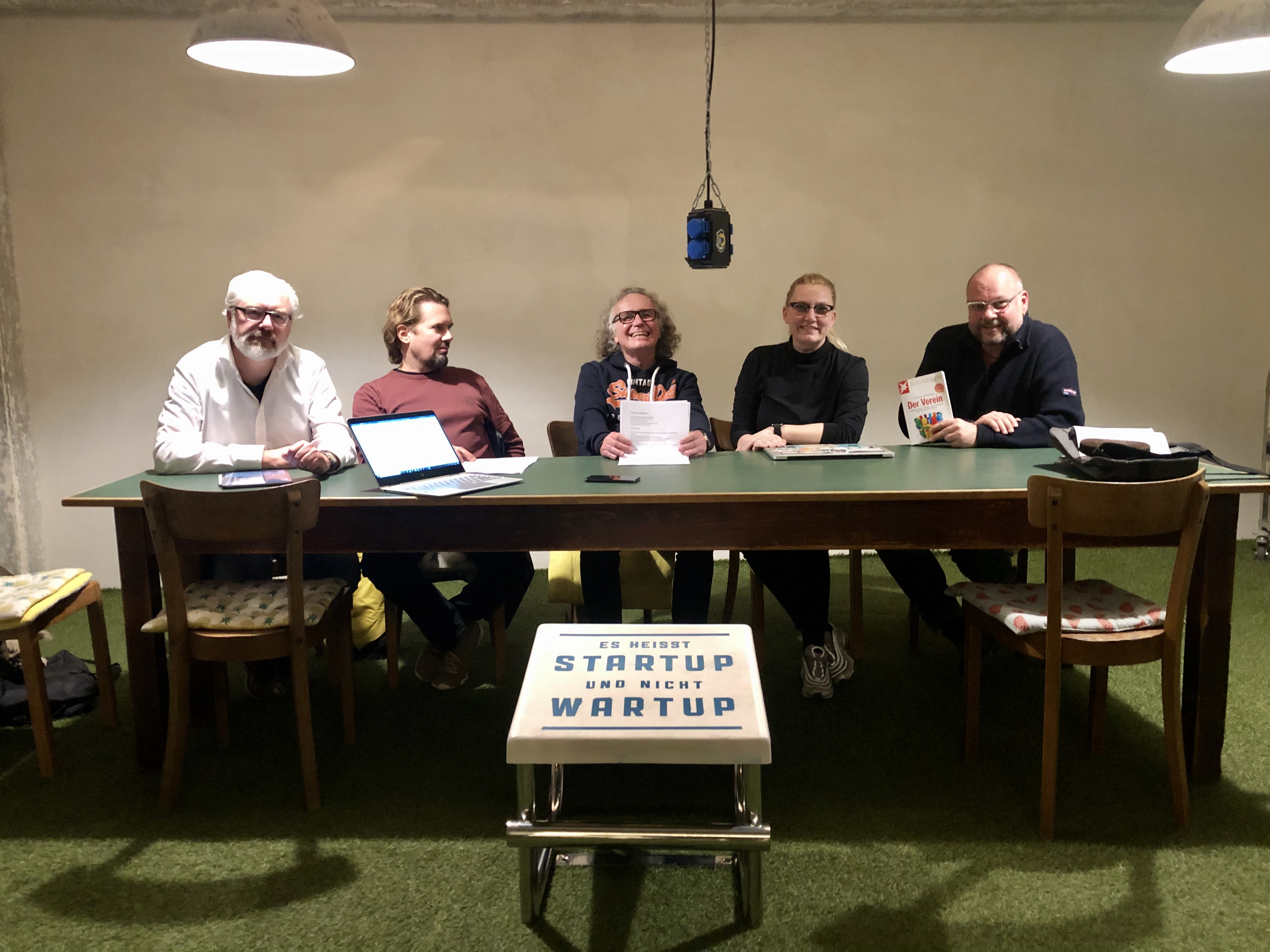
Gründungssitzung des StreamD e.V. am 18. Dezember 2019 im Super7000 Coworking Space in Düsseldorf

Der StreamD e.V. wurde am 18. Dezember 2019 gegründet und hat die Anerkennung seiner Gemeinnützigkeit beantragt. Die Eintragung in das Vereinsregister des Amtsgerichtes Düsseldorf erfolgte im März 2020.
Zweck des Vereins ist laut seiner Satzung die Förderung lokaler Informationsangebote für den Ballungsraum Düsseldorf. Der Satzungszweck wird verwirklicht durch:
- journalistische Beiträge der Vereinsmitglieder aus dem Ballungsraum Düsseldorf
- die Durchführung von Veranstaltungen zur Entwicklung des lokalen Journalismus
- Aus-/Weiterbildung und Förderung von Personen, die sich journalistisch im Ballungsraum Düsseldorf engagieren wollen

Die Erstellung eines vielseitigen, lokalen Radioprogramms soll „live“ im laufenden Sendebetrieb mit Unterstützung des Vereins und seiner Mitglieder erlernt und geübt werden. Veranstaltungen wie Meetups, Schulungen, Trainings, Vorträge und Workshops dienen dem Austausch über journalistische Aspekte und Technik des digitalen Lokalradios.
Der Verein pflegt außerdem eine enge Kooperation mit dem Düsseldorfer PodcastStudio.NRW und dem Duisburger Podcast Verein (Podcamp, Deutscher Podcastpreis) zum Zweck des Wissenstransfers in journalistischen und technischen Fragen.